# Rodele
Rodele (deutsch Rodehlen) ist ein Dorf in Polen in der Woiwodschaft Ermland-Masuren. Das Dorf gehört zur Gemeinde Barciany (Barten) im Powiat Kętrzyński (Kreis Rastenburg).

## Geographische Lage
Das Dorf liegt in der nördlichen Mitte der Woiwodschaft Ermland-Masuren etwa 16 Kilometer südlich der polnischen Staatsgrenze zur russischen Oblast Kaliningrad. Die Kreisstadt Kętrzyn (deutsch Rastenburg) ist zwölf Kilometer in südlicher Richtung entfernt.

## Geschichte

### Ortsgeschichte
Die erste urkundliche Erwähnung des Ortes stammt aus dem Jahr 1419, andere Quellen berichten von der Gründung des Dorfes 1427. Vom 18. bis Mitte des 19. Jahrhunderts gehörte das Gut den Grafen von Schwerin in Dönhofstädt (heute polnisch Drogosze) und anschließend den Grafen von Schwerin in Skandau (polnisch Skandawa). 1859 schenkte Sophie Gräfin von Schwerin-Skandau, geb. Gräfin Dönhoff ihrer Nichte Adele das Gut zusammen mit dem Gut Dombehnen (Dębiany) zur Hochzeit mit Werner Gebhard Louis v. Alvensleben-Neugattersleben aus der Altmark.
Am 30. April 1874 wurde der Amtsbezirk Rodehlen errichtet, der bis 1945 bestand und zum Kreis Rastenburg im Regierungsbezirk Königsberg in der preußischen Provinz Ostpreußen gehörte.
Am 29. Januar 1894 kam es zum Zusammenschluss der beiden Landgemeinden Adlig Rodehlen und Köllmisch Rodehlen zur neuen Landgemeinde Rodehlen. Sie wurde am 30. September 1928 erweitert, als die Landgemeinde Dombehnen (Dębiany) und der gleichnamige Gutsbezirk sowie der Gutsbezirk Silzkeim (Gumniska) eingeschlossen wurden. Am 1. April 1939 wurde auch die Landgemeinde Petermanns (Pieszewo) einbezogen.
Nachdem die Gegend Anfang 1945 von der Roten Armee eingenommen worden war, wurde Rodehlen als Folge des Zweiten Weltkrieges Teil Polens und erhielt die polnische Namensform „Rodele“. Heute ist es eine Ortschaft im Verbund der Gemeinde Barciany (Barten) im Powiat Kętrzyński (Kreis Rastenburg), bis 1998 der Woiwodschaft Olsztyn, seither der Woiwodschaft Ermland-Masuren zugehörig.

### Einwohnerzahlen

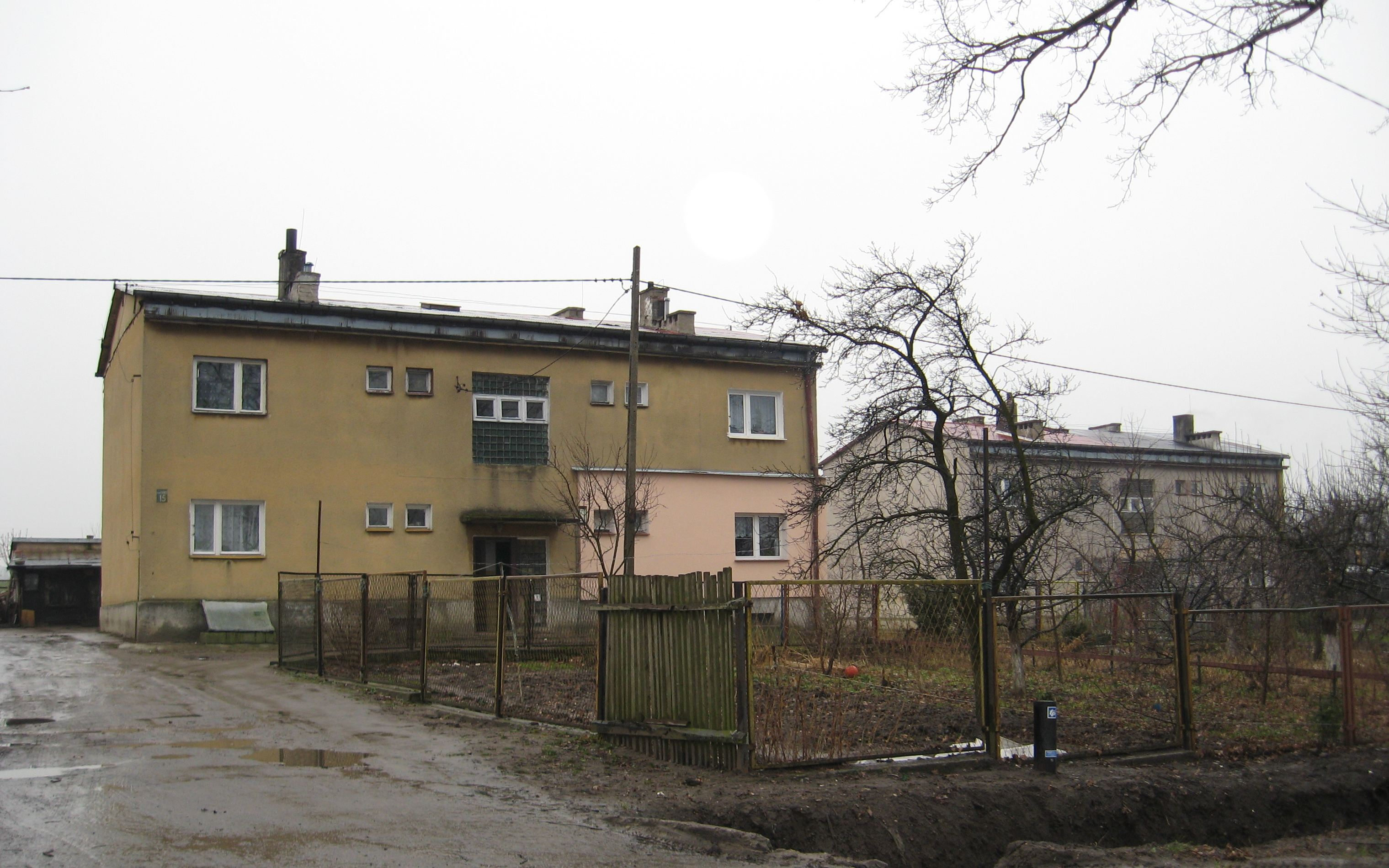
Mehrfamilienhäuser in Rodele

| Jahr | Anzahl Gut | Anzahl Dorf | Anzahl Insgesamt |
| ---- | ---------- | ----------- | ---------------- |
| 1818 | 131        |             | 131              |
| 1885 | 163        |             | 163              |
| 1905 | 134        | 109         | 243              |
| 1933 |            | 449         | 449              |
| 1939 |            | 613         | 613              |
| 1970 |            | 225         | 225              |
| 2010 |            | 196         | 196              |

### Amtsbezirk Rodehlen (1874–1945)
Der 1874 errichtete Amtsbezirk umfasste die Orte:
| Deutscher Name        | Polnischer Name | Bemerkungen                                                        |
| --------------------- | --------------- | ------------------------------------------------------------------ |
| Adlig Rodehlen, Ldgm. |                 | 1894 in die Landgemeinde Rodehlen eingegliedert                    |
| Adlig Rodehlen, Gut   | Rodele          | 1928 nach Rodehlen eingegliedert                                   |
| Dombehnen, Ldgm.      | Dębiany         | 1928 nach Rodehlen eingegliedert                                   |
| Dombehnen, Gut        |                 | 1928 nach Rodehlen eingegliedert                                   |
| Köllmisch Rodehlen    |                 | 1894 in die Landgemeinde Rodehlen eingegliedert                    |
| Silzkeim              | Gumniska        | 1928 nach Rodehlen eingegliedert                                   |
| ab 1929: Platlack     | Płatławki       | bis 1929 im Amtsbezirk Wehlack, 1928 nach Petermanns eingegliedert |
| ab 1929: Petermanns   | Pieszewo        | 1939 nach Rodehlen eingegliedert                                   |

Am 1. Januar 1945 bildete lediglich noch die Gemeinde Rodehlen den gleichnamigen Amtsbezirk.

## Gutshaus und -park Rodehlen

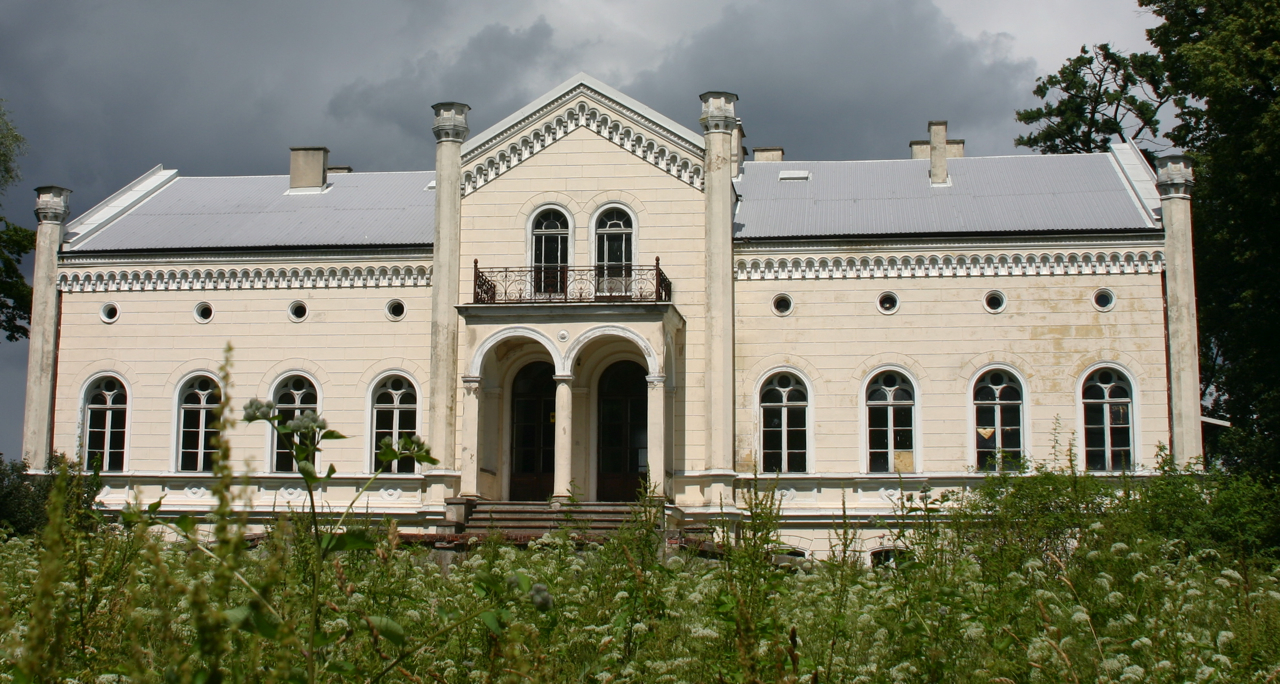
Das Gutshaus im Jahr 2009

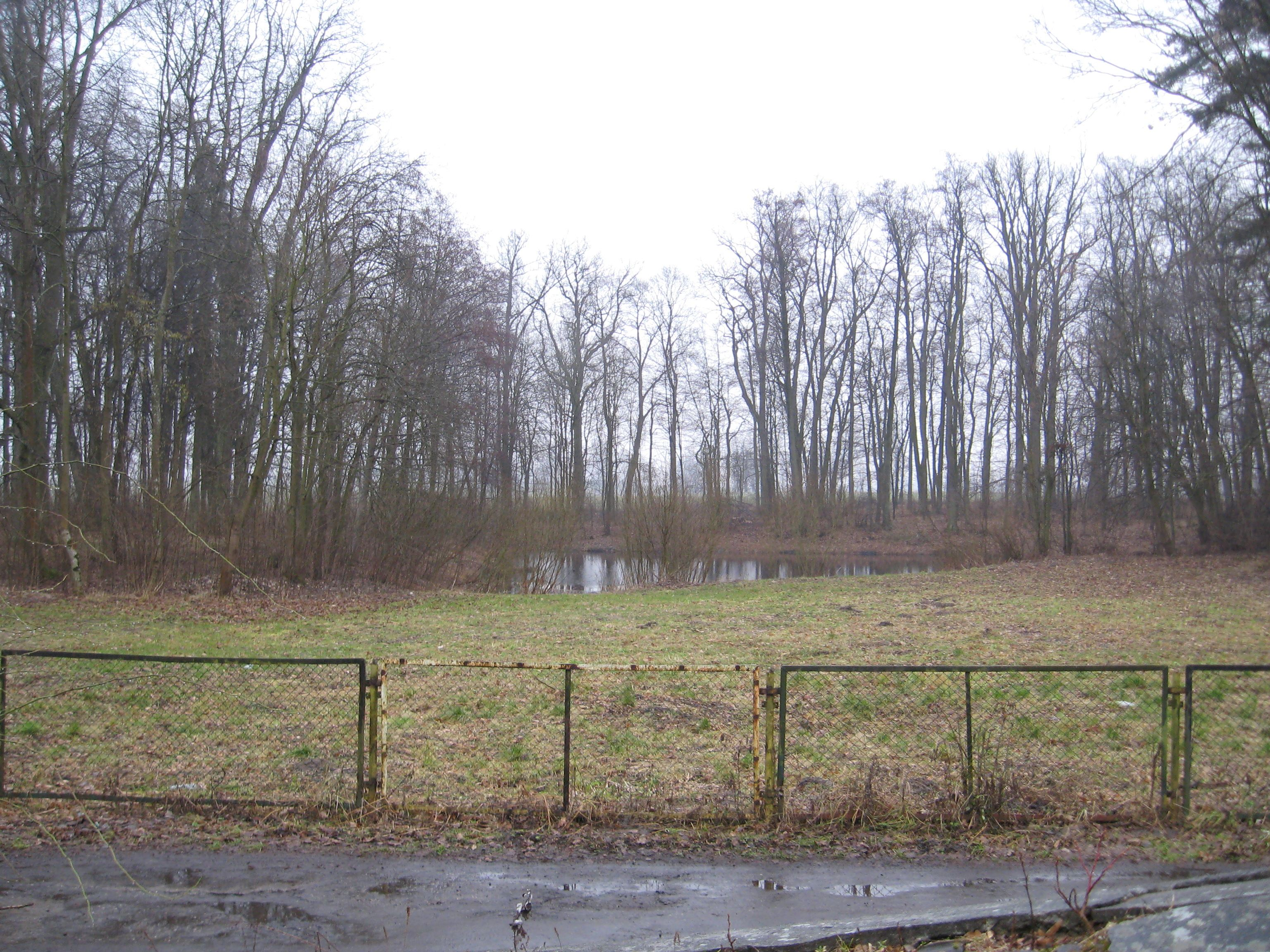
Park am ehemaligen Gutshaus

Das heute noch erhaltene Gutshaus Rodehlen entstand zwischen 1859 und 1861
, andere Quellen nennen 1820 als Entstehungsjahr. Das Gebäude lehnt sich an die Architektur Karl Friedrich Schinkels an und ist ein typischer Bau der damaligen Zeit. Vorbild für das Haus war das Gutshaus der Gräfin Sophie von Schwerin in Skandau, welches Schinkel aktiv mitgestaltet hatte. Das Haus verfügt über zehn Fensterachsen mit Rundbogenfenstern. Die Auffahrt führt zum überdachten Portal.
Das Haus ist heute ungenutzt und steht zum Verkauf (2007).
Der Landschaftspark am einstigen Gut ist heute gepflegt, auch wenn die ehemaligen Sichtachsen inzwischen zugewachsen sind.

## Kirche
Bis 1945 war Rodehlen in die evangelische Kirche Wenden in der Kirchenprovinz Ostpreußen der Kirche der Altpreußischen Union sowie in die katholische Kirche Rastenburg im damaligen Bistum Ermland eingepfarrt.
Heute gehört Rodele katholischerseits zur Pfarrei Winda im jetzigen Erzbistum Ermland, evangelischerseits zur Kirchengemeinde Barciany, einer Filialgemeinde der Pfarrei Kętrzyn in der Diözese Masuren der Evangelisch-Augsburgischen Kirche in Polen.

## Verkehr

### Straße
Rodele wird westlich von der Woiwodschaftsstraße 591 begrenzt. In südlicher Richtung führt diese nach etwa vier Kilometern durch Winda (Wenden) und nach etwa zwölf Kilometern durch Kętrzyn (Rastenburg). Im Norden führt die 591 nach drei Kilometer durch Barciany (Barten) und endet nach 16 Kilometern an der polnischen Staatsgrenze zur russischen Oblast Kaliningrad. Einen Grenzübergang gibt es nicht.

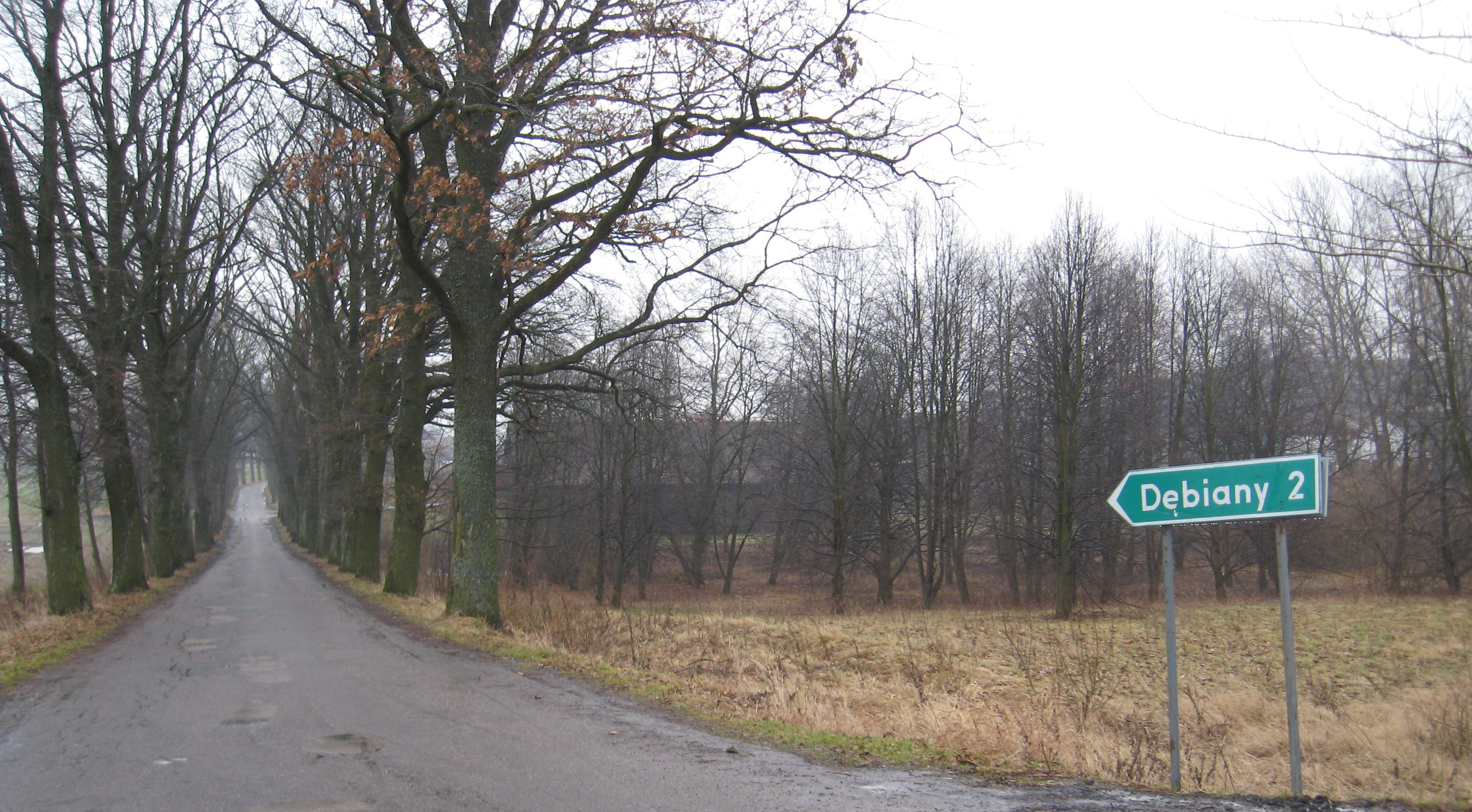
Straße Richtung Dębiany (Dombehnen)

Die nördliche Begrenzung des Dorfes bildet die Straße in das zwei Kilometer entfernte Dębiany (Dombehnen).

### Schiene
Die nächste Bahnstation befindet sich in Kętrzyn, wo es Direktverbindungen nach Ełk (Lyck) und Białystok gibt. Kętrzyn kann über eine Linienbusverbindung erreicht werden. Bis 1945 war Rodehlen selber Bahnstation. Es lag an der Bahnstrecke Wenden–Barten, die von den Rastenburger Kleinbahnen befahren wurde, aber nach 1945 nicht reaktiviert worden ist.

### Luft
Der nächste internationale Flughafen ist der Flughafen Kaliningrad, welcher sich etwa 90 Kilometer nordwestlich aber auf russischem Hoheitsgebiet – außerhalb der Europäischen Union befindet. Der nächste internationale Flughafen auf polnischem Staatsgebiet ist der etwa 190 Kilometer westlich gelegene Lech-Wałęsa-Flughafen Danzig.